# Slavonski Brod
Slavonski Brod – miasto we wschodniej Chorwacji, stolica żupanii brodzko-posawskiej, siedziba miasta Slavonski Brod. Jest położony nad rzeką Sawa, tuż przy granicy z Bośnią i Hercegowiną. W 2011 roku liczył 53 531 mieszkańców.
Port rzeczny, węzeł komunikacyjny (port lotniczy, stacja kolejowa). Przemysł środków transportu, drzewny, maszynowy, spożywczy, odzieżowy i skórzany.
Miasto w czasach rzymskich było znane jako Marsonia, a w latach 1244–1934 nosiło nazwę Brod na Savi.
Corocznie odbywa się tu dziecięcy festiwal folklorystyczny. Muzeum, zabytki: kościoły – Św. Trójcy (XVIII w.), Św. Stefana (XVIII w.), twierdza z XVIII wieku.